# Michael Flegler
Michael Flegler (11 de diciembre de 1972) es un deportista alemán que compitió en esgrima, especialista en la modalidad de espada.
Ganó tres medallas en el Campeonato Mundial de Esgrima entre los años 1994 y 1997, y cuatro medallas en el Campeonato Europeo de Esgrima entre los años 1992 y 2001.

## Palmarés internacional
| Campeonato Mundial | Campeonato Mundial          | Campeonato Mundial | Campeonato Mundial |
| Año                | Lugar                       | Medalla            | Prueba             |
| ------------------ | --------------------------- | ------------------ | ------------------ |
| 1994               | Atenas (Grecia)             | Medalla de plata   | Espada por equipos |
| 1995               | La Haya (Países Bajos)      | Medalla de oro     | Espada por equipos |
| 1997               | Ciudad del Cabo (Sudáfrica) | Medalla de plata   | Espada por equipos |
| Campeonato Europeo |                             |                    |                    |
| Año                | Lugar                       | Medalla            | Prueba             |
| 1992               | Lisboa (Portugal)           | Medalla de oro     | Espada individual  |
| 1994               | Cracovia (Polonia)          | Medalla de bronce  | Espada individual  |
| 1999               | Bolzano (Italia)            | Medalla de bronce  | Espada por equipos |
| 2001               | Coblenza (Alemania)         | Medalla de plata   | Espada por equipos |